# Інзель-Гіддензе
Інзель-Гіддензе (нім. Insel Hiddensee) — громада у Німеччині, розташована в землі Мекленбург-Передня Померанія на острові Гіддензе. Входить до складу району Передня Померанія-Рюген. Складова частина об'єднання громад Вест-Рюґен.
Площа — 19,02 км2. Населення становить 992 ос. (станом на 31 грудня 2020).

## Світлини

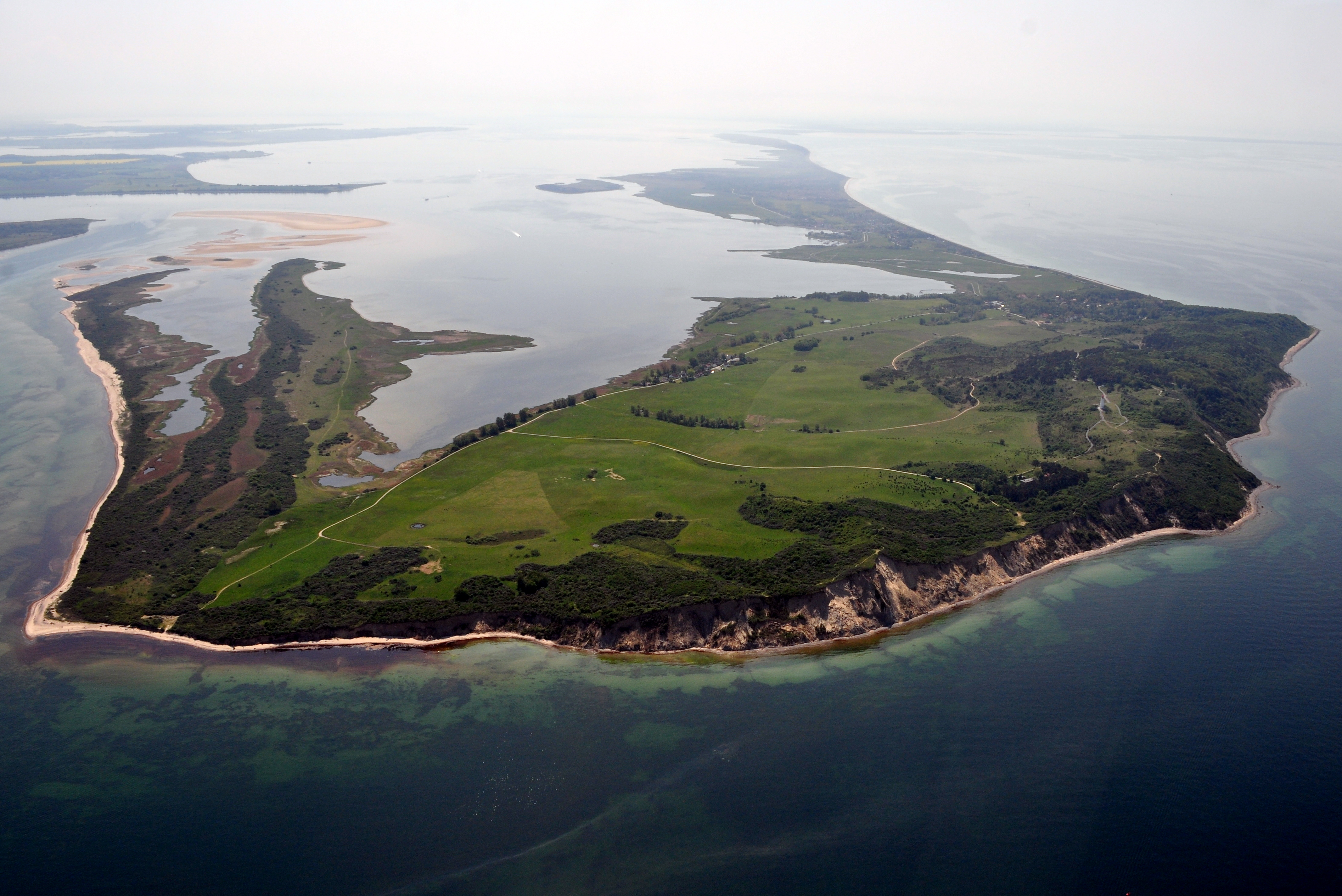
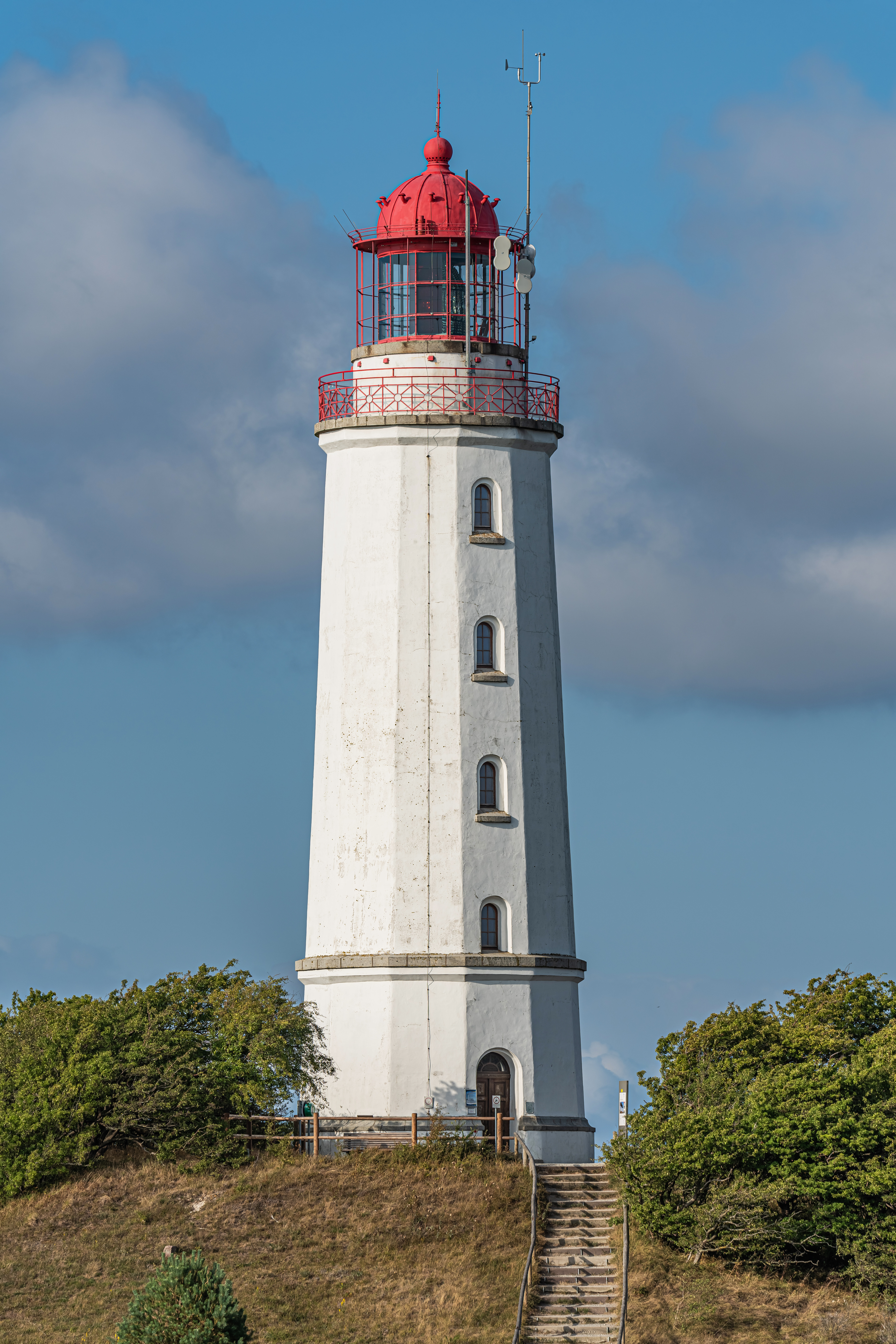
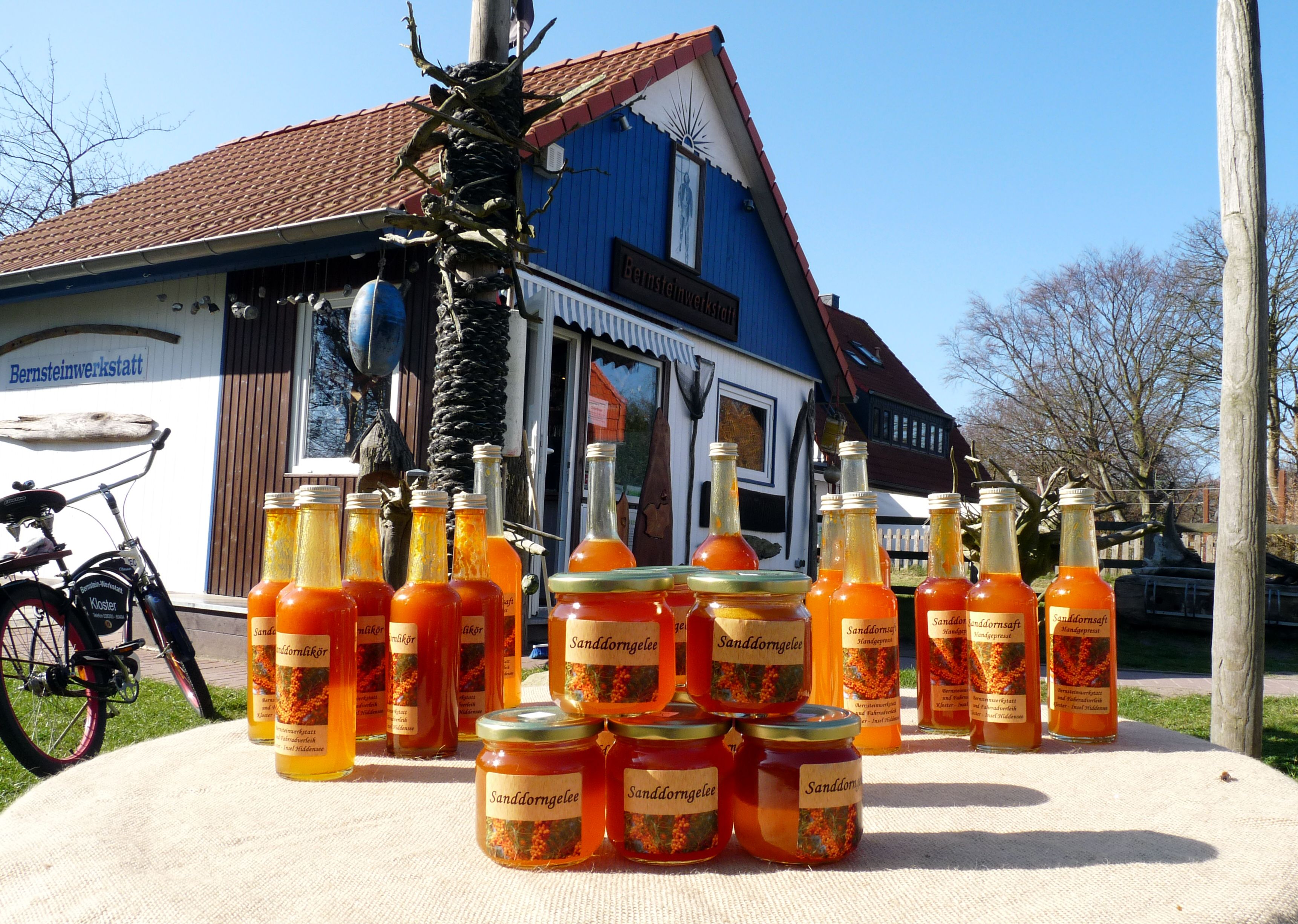
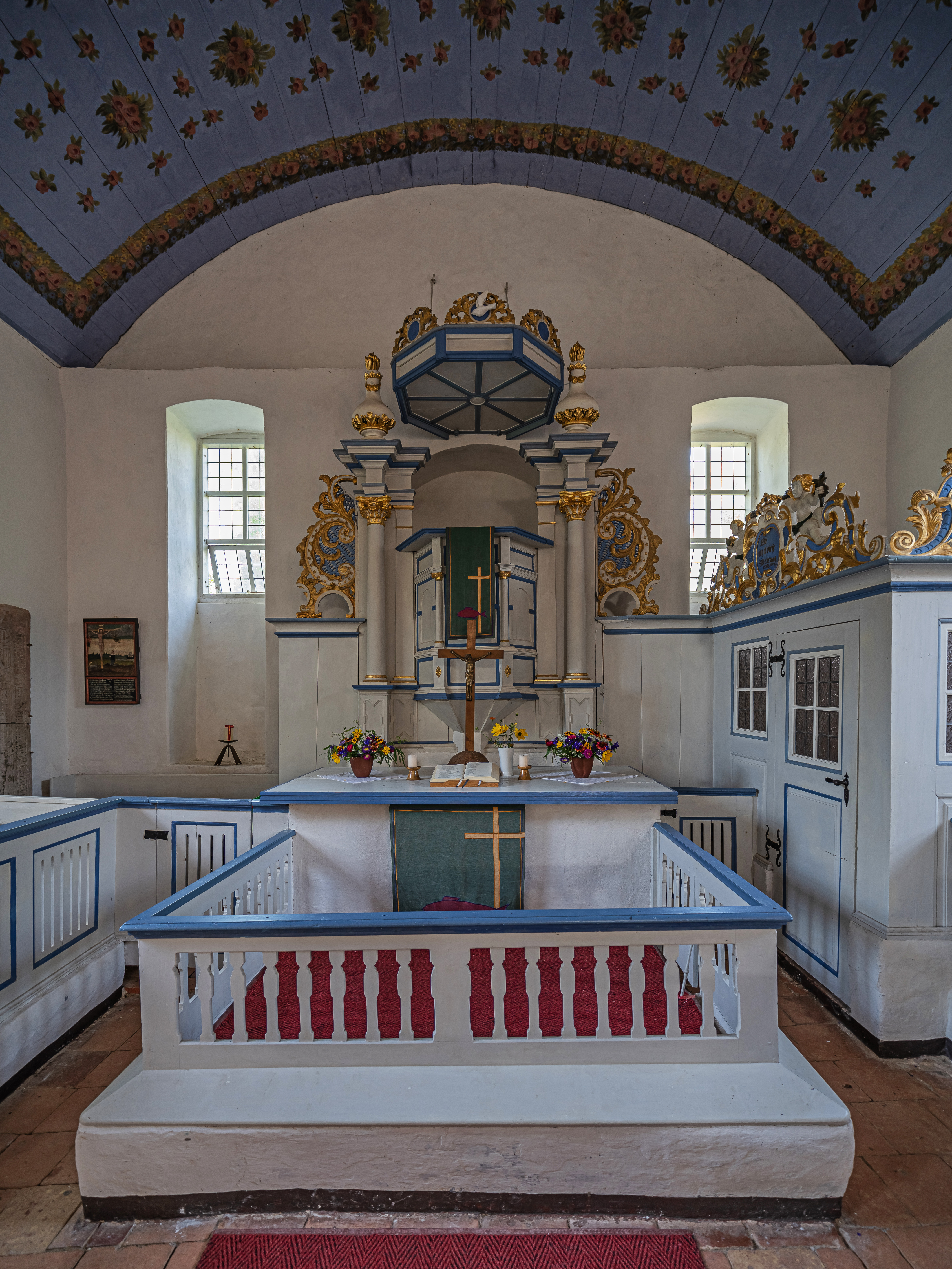
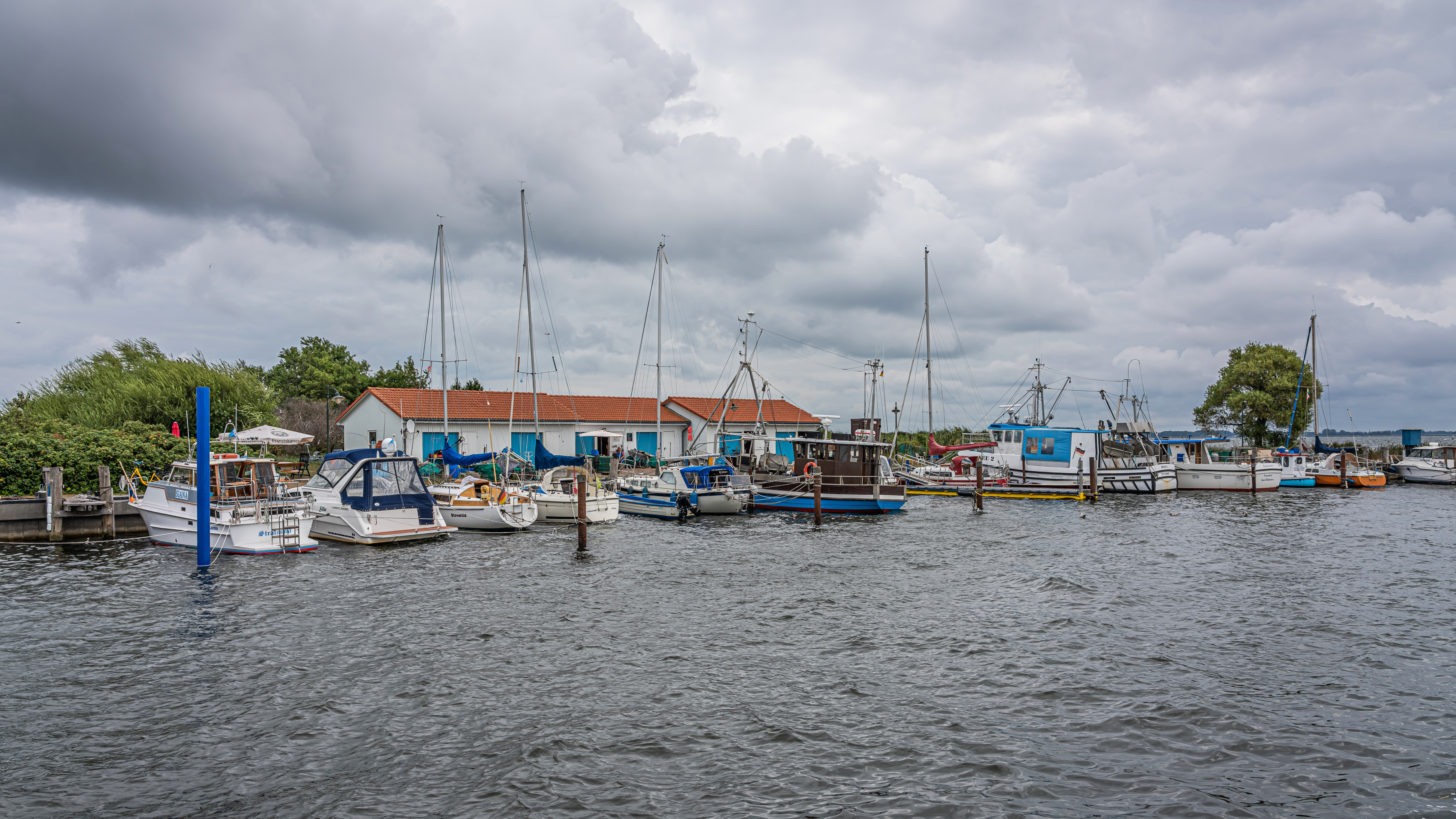
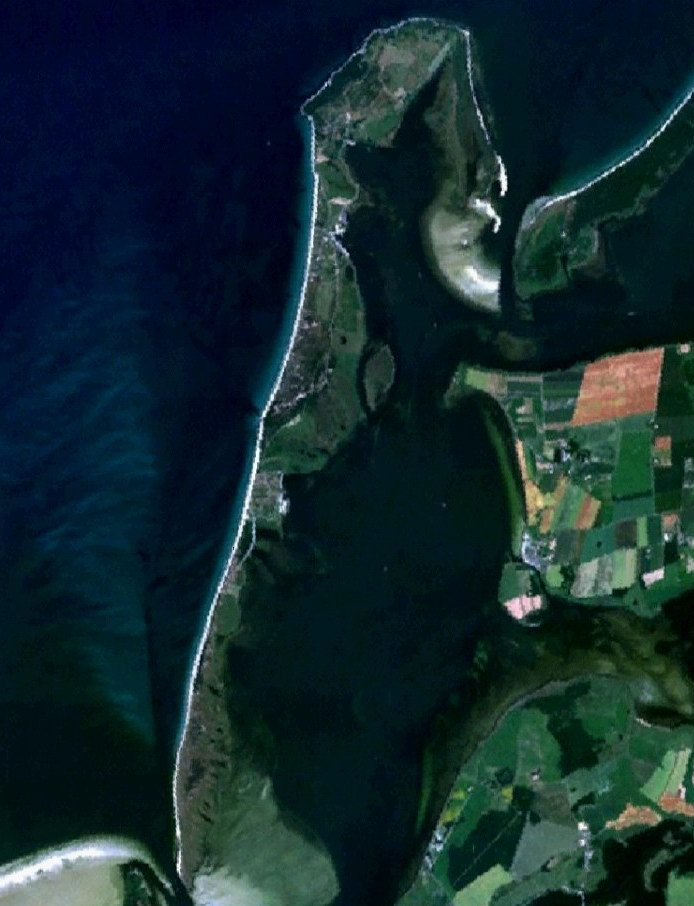